# Associação Americana de Psicologia
A Associação Americana de Psicologia (em inglês American Psychological 
Association - APA) é uma organização que representa a psicologia nos Estados Unidos da América e no Canadá. Tem por volta de 150 mil membros, sendo a maior do gênero do mundo. 
A APA foi fundada em 1892 por 26 membros, na Universidade de Clark. Primeiramente foi presidida por G. Stanley Hall. Tem representações nos estados estadunidenses e províncias canadenses. 

## Perfil
A APA tem grupos de trabalho que emitem declarações políticas sobre vários assuntos de importância social, incluindo o aborto, os direitos humanos, o bem-estar dos detidos, o tráfico de seres humanos, os direitos dos doentes mentais, testes de QI, esforços de mudança de orientação sexual e igualdade de gênero.

## História
A APA foi fundada em julho de 1892 na Universidade Clark por um pequeno grupo de cerca de 30 homens; em 1916 tinha mais de 300 membros. O primeiro presidente foi G. Stanley Hall. Durante a Segunda Guerra Mundial, a APA fundiu-se com outras organizações psicológicas, resultando numa nova estrutura divisional. Dezenove divisões foram aprovadas em 1944; as divisões com mais membros eram as divisões clínicas e de pessoal (agora aconselhamento). De 1960 a 2007, o número de divisões aumentou para 54. Hoje a APA é afiliada a 60 associações estaduais, territoriais e provinciais canadenses.

## Envolvimento do Programa de Tortura da CIA
Em agosto de 2007, a imprensa americana revelou o envolvimento da APA no Programa de técnicas avançadas de interrogatório (Enhanced Interrogation Techniques, em inglês). Depois de documentos revelados mostrarem o apoio da APA, incluindo o de Gerald P. Koocher ao programa de tortura da CIA, membros notáveis como a psicóloga e autora Mary Pipher, cortaram vínculos com a APA e devolveram prêmios em repúdio ao apoio dado ao programa.
Ninguém jamais foi processado ou responsabilizado pelo Programa de tortura da CIA, eufemisticamente chamado de Programa de técnicas avançadas de interrogatório da CIA, autorizado através de pareceres legais de advogados do governo americano e criado por médicos e psicólogos muitos dos quais membros da American Psychological Association (APA), sob orientação de psicólogos militares, entre eles Bruce Jessen e James Mitchell, considerados os pais do programa. O Programa foi revelado em parte pela repórter Jane Mayer em seu livro Best-seller de 2008 e premiado como um dos melhores livros de não ficção de 2008, The Dark Side: The Inside Story of How The War on Terror Turned into a War, disponível em inglês no Google Books.
Em Abril de 2014, foi publicado pelo The Washington Post parte de um relatório do Senado americano sobre o Programa de Tortura da CIA, criado e executado desde os primeiros anos do Governo de George Bush. O relatório concluiu que a CIA enganou o público sobre a extensão de seus abusos de prisioneiros e sobre inteligência adquirida como resultado. Os senadores que avaliaram o Programa de Tortura da CIA, concluíram que o chamado Programa de técnicas avançadas de interrogatório da CIA, ao contrário do que a agência havia divulgado, não produziu informações confiáveis ou úteis sobre qualquer atividade terrorista, incluindo qualquer informação que levou à descoberta e morte de Osama bin Laden. Um oficial americano que viu parte do relatório disse: "A CIA descreveu programa de tortura como a obtenção de inteligência única, caso contrário, inalcançável que ajudou a atrapalhar os planos terroristas e salvar milhares de vidas...Isso foi verdade? A resposta é não".